# John Edwards (Politiker, 1786)
John Edwards (* 1786 in Ivy Mills, Delaware County, Pennsylvania; † 26. Juni 1843 bei Glen Mills, Pennsylvania) war ein US-amerikanischer Politiker. Zwischen 1839 und 1843 vertrat er den Bundesstaat Pennsylvania im US-Repräsentantenhaus.

## Leben
Nach einem Jurastudium und seiner 1807 erfolgten Zulassung als Rechtsanwalt begann John Edwards in Chester in diesem Beruf zu arbeiten. Im Jahr 1811 war er stellvertretender Generalstaatsanwalt im dortigen Delaware County. Seit 1825 lebte er in West Chester. Später stellte er Eisenwaren und vor allem Nägel her. Politisch war er zunächst Mitglied der Anti-Masonic Party. Um das Jahr 1840 wechselte er zu den Whigs.
Bei den Kongresswahlen des Jahres 1838 wurde Edwards im vierten Wahlbezirk von Pennsylvania in das US-Repräsentantenhaus in Washington, D.C. gewählt, wo er am 4. März 1839 die Nachfolge von Edward Darlington antrat. Nach einer Wiederwahl als Kandidat der Whigs konnte er bis zum 3. März 1843 zwei Legislaturperioden im Kongress absolvieren. Die Zeit ab 1841 war von den Spannungen zwischen Präsident John Tyler und den Whigs geprägt. Außerdem wurde damals bereits über eine mögliche Annexion der seit 1836 von Mexiko unabhängigen Republik Texas diskutiert.
Nach dem Ende seiner Zeit im US-Repräsentantenhaus nahm John Edwards seine früheren Tätigkeiten wieder auf. Er starb am 26. Juni 1843, nur wenige Monate nach dem Ende seiner letzten Legislaturperiode im Kongress, auf seinem Anwesen nahe Glen Mills. Sein Großneffe John E. Leonard (1845–1878) wurde Kongressabgeordneter für Louisiana.